# Berlandiers Gänsefuß

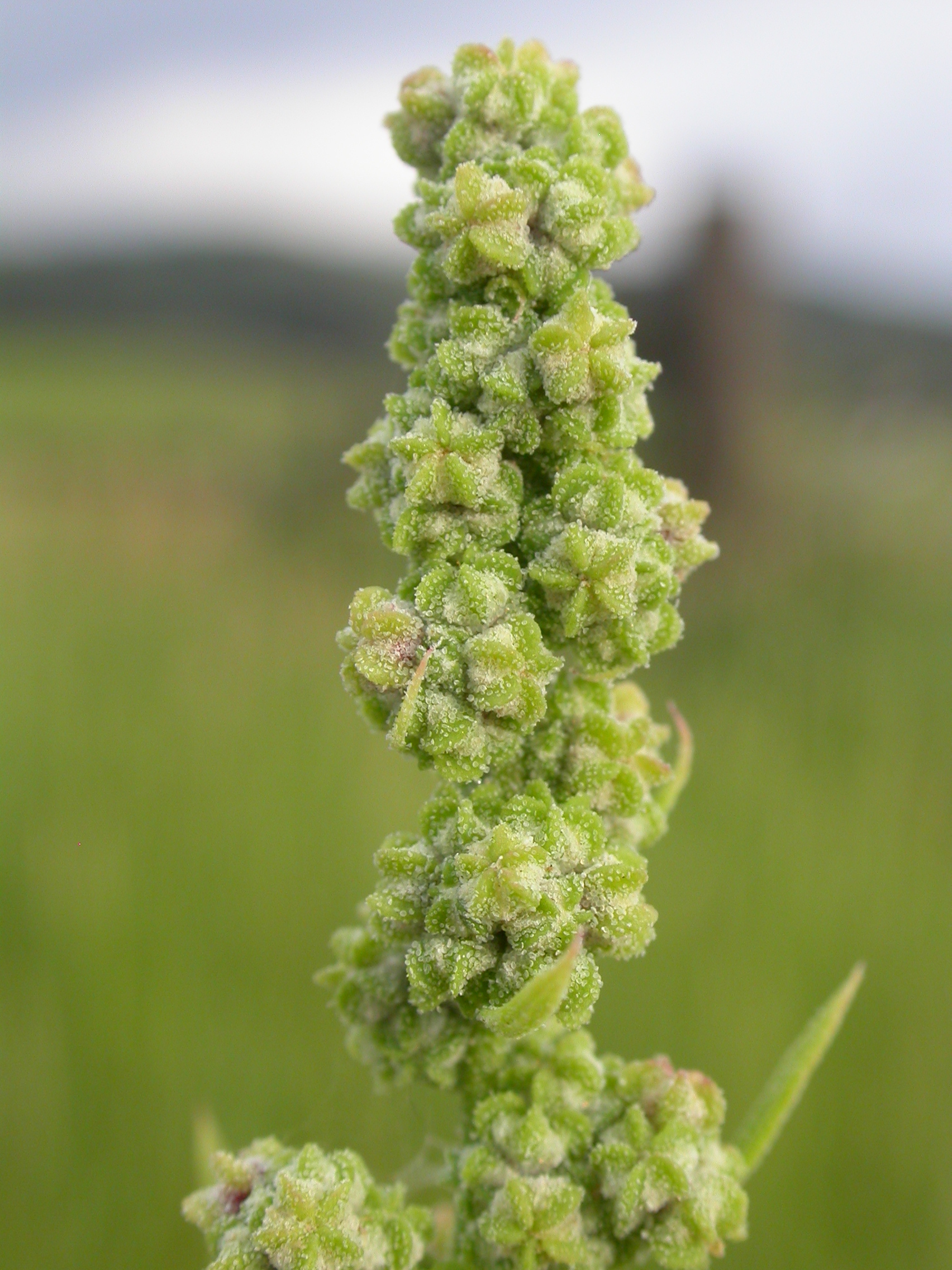
Blütenstand

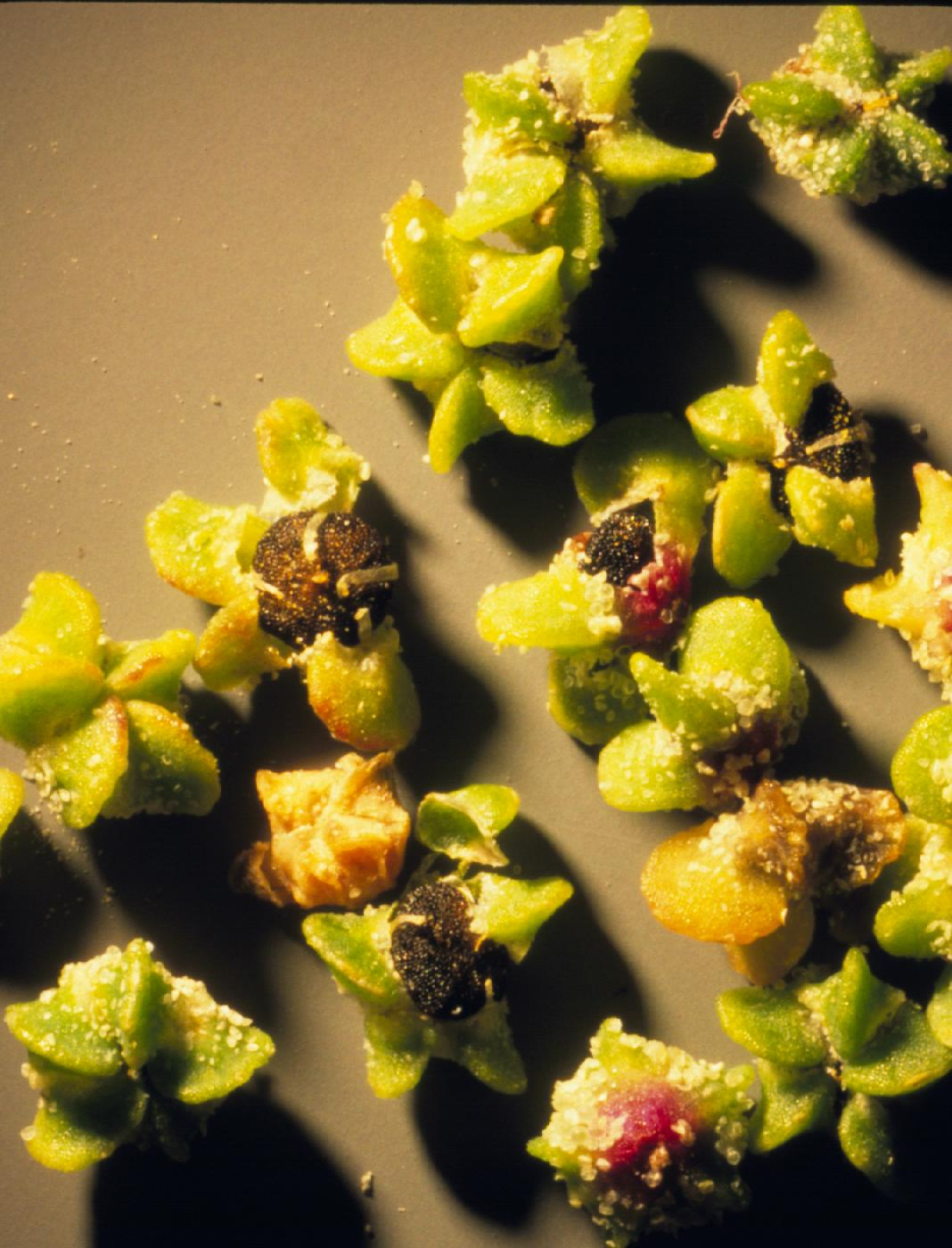
Früchte, von den gekielten Blütenhüllblättern umgeben

Berlandiers Gänsefuß (Chenopodium berlandieri), auch Berlandier-Gänsefuß genannt, ist eine Pflanzenart in der Familie der Fuchsschwanzgewächse (Amaranthaceae). Er stammt aus Nordamerika und kommt gelegentlich auch in Mitteleuropa vor.

## Beschreibung

### Vegetative Merkmale
Berlandiers Gänsefuß ist eine einjährige krautige Pflanze mit einer Wuchshöhe von 10 bis 150 cm. Der aufrechte bis aufsteigende Stängel ist mehr oder weniger stark verzweigt und bemehlt.
Die wechselständigen, bemehlten Laubblätter besitzen einen 0,2 bis 9 cm langen Blattstiel. Die Blattspreite ist bei einer Länge von 1,2 bis 12 (bis 15) cm und einer Breite von 0,5 bis 7,5 (bis 9) cm breit eiförmig bis rhombisch oder undeutlich dreilappig bis lanzettlich. Der Mittellappen verschmälert sich allmählich, die Seitenlappen befinden sich etwas unterhalb der Spreitenmitte. Der Spreitengrund ist keilförmig oder gestutzt. Der Blattrand kann gesägt, unregelmäßig gezähnt oder ganzrandig sein.

### Blütenstand und Blüte
Die verzweigt-ährigen, tragblattlosen Blütenstände von 5 bis 17 cm Länge bestehen aus unregelmäßig abgerundeten Blütenknäueln mit einem Durchmesser von 4 bis 7 mm. Die zwittrigen Blüten besitzen eine Blütenhülle aus fünf fast bis zur Basis getrennten Tepalen. Die Tepalenzipfel mit einer Länge bis 1,5 mm und einer Breite bis 1,3 mm sind eiförmig bis stumpf dreieckig, mehlig und häufig auf dem Rücken vorstehend gekielt. Die Blüten enthalten fünf Staubblätter und einen Fruchtknoten mit zwei Narben.
Die Blütezeit reicht von Juni bis September, die Bestäubung erfolgt in der Regel durch den Wind.

### Frucht und Samen
Die flachgedrückt-eiförmige Frucht besitzt eine anliegende (am Griffel teilweise nicht anliegende), wabig-runzelige Fruchtwand. Der Same mit einem Durchmesser von 1 bis 2 mm ist rund mit abgerundetem Rand, seine braune bis schwarze Samenschale ist mit tiefen, bienenwabenartigen Gruben bedeckt.

### Chromosomenzahl
Die Chromosomenzahl beträgt 2n = 36, die Art ist demnach tetraploid.

## Ökologie
Berlandiers Gänsefuß ist eine Nahrungspflanze für die Schmetterlingsraupen des Dickkopffalters Pholisora catullus.

## Systematik
Die Erstveröffentlichung von Chenopodium berlandieri erfolgte 1840 durch Christian Horace Bénédict Alfred Moquin-Tandon in Chenopodearum Monographica Enumeratio, S. 23. Entdecker der Pflanze in Mexiko war der Franzose Jean Louis Berlandier (1805–1851).
Synonyme von Chenopodium berlandieri Moq. sind Botrys berlandieri (Moq.) Nieuwl., Chenopodium album var. berlandieri (Moq.) Mack. & Bush, Chenopodium boscianum Moq., Chenopodium bushianum Aellen, Chenopodium macrocalycium Aellen, Chenopodium petiolare Kunth var. sinuatum Murr und Chenopodium zschackei Murr. Als weiteres Synonym gilt Chenopodium texanum Murr.
In der Flora of North America werden sechs Varietäten unterschieden:
- Chenopodium berlandieri var. berlandieri
- Chenopodium berlandieri var. boscianum (Moq.) Wahl
- Chenopodium berlandieri var. bushianum (Aellen) Cronquist
- Chenopodium berlandieri var. macrocalycium (Aellen) Cronquist
- Chenopodium berlandieri var. sinuatum (Murr) Wahl
- Chenopodium berlandieri var. zschackei (Murr) Murr ex Graebner

Von manchen Autoren wurde auch der als Pseudogetreide verwendete „Huauzontle“ (Chenopodium berlandieri subsp. nuttalliae (Saff.) H.D.Wilson & Heiser) als eine Unterart dieser Art angesehen. Nach neueren Arbeiten wird dieser aber zu Chenopodium quinoa (Quinoa) gestellt.

## Vorkommen
Die Heimat von Berlandiers Gänsefuß ist Nordamerika, wo er weit verbreitet ist. Er kommt von Alaska und Kanada bis Honduras vor. Während die typische Varietät var. berlandieri auf die Tieflagen von Texas und Mexiko beschränkt ist, gedeihen die anderen Varietäten, insbesondere var. zschackei nordwärts bis nach Kanada und Alaska und bis zu einer Höhenlage von 2200 Metern.
Eingeführt kommt Berlandiers Gänsefuß in der Varietät var. zschackei in Europa gelegentlich als Adventivpflanze vor. In Deutschland gilt er als eingebürgerter Neophyt, der hier erstmals um 1890 gefunden worden ist. Er wächst unbeständig in Ruderalvegetation (Chenopodietea-Gesellschaften) an Schuttplätzen, Hafenanlagen oder Güterbahnhofen, auf nährstoffreichen, mäßig trockenen, oft rohen Böden.  Von der Ebene kann er bis zur voralpinen Hügelstufe gedeihen. Benannt ist die Varietät nach dem Flechtenforscher Hermann Zschacke (1867–1937).

## Nutzung
Die Blätter und jungen Sprosse von Berlandiers Gänsefuß können roh oder gekocht wie Spinat zubereitet werden. Rohe Blätter sollten wegen ihres Gehalts an Saponinen allerdings nur in kleinen Mengen verzehrt werden. Die Samen können gemahlen als Mehlzusatz dienen. Es wird empfohlen, sie über Nacht einzuweichen und danach gründlich abzuspülen, um die Saponine zu entfernen.
Die ganze Pflanze kann als Färbepflanze für gold-grüne Farbtöne verwendet werden.